# Du rébecca rue des Rosiers
Du rébecca rue des Rosiers est un roman policier français de Léo Malet, paru en 1958 aux Éditions Robert Laffont. Il fait partie de la série ayant pour héros Nestor Burma. C'est le quatorzième des Nouveaux Mystères de Paris.

## Résumé
À l’occasion d’une réception donnée dans l’Île Saint-Louis, une jeune inconnue est retrouvée assassinée. Le peintre Fred Baget, hôte de l’événement, appelle à l’aide son ami Nestor Burma et le charge d'une enquête en vue de le disculper. Avant d'appeler la police, le détective constate que Baget reçoit la visite d'une jeune tapineuse, nommée Margot, qui ne sert pas tout à fait à l'artiste de modèle académique, comme il le prétendait. 
Burma a tôt fait de découvrir que la morte est Rachel Blum, une Juive amenée à la fête par le journaliste Ditvrai, auteur d’ouvrages sur la pègre. À la recherche d’une piste digne de ce nom, Burma sillonne le quartier de la rue Nicolas-Flamel au Marché aux Fleurs, mais revient toujours à la rue des Rosiers où résidait Rachel Blum. Il apprend que la police farfouille depuis quelque temps dans le secteur. Dans ce même quartier habite aussi la belle Margot. Burma lui rend visite dans sa chambre d'hôtel quand trois lascars débarquent, dont Dédé, le maquereau de Margot. Ce dernier lui propose, s'il veut avancer dans son enquête, de retrouver un fabricant de casquettes du secteur, Samuel Aaronovicz, la trentaine, dont la famille est morte en déportation dans les camps de concentration nazis pendant la Seconde Guerre mondiale. Or, le commissaire Faroux qui s'occupe du meurtre de Rachel révèle à Burma que la jeune juive a été frappée, au pied de l'immeuble, à l'aide d'un poignard de SS et qu'elle a eu la force de gravir l'escalier jusqu'à l'appartement de Baget pour y mourir. Les parents de Rachel, des fabricants de casquettes de la rue des Rosiers, ont communiqué avec la police. 
Burma est maintenant persuadé que  pègre, anciens partisans de la Gestapo et membres de la communauté juive se livrent une guerre sans merci.  Et que les boutiques juives de la rue des Rosiers cachent plus d’un secret.

## Aspects particuliers de l'ouvrage
Le roman se déroule dans le 4e arrondissement de Paris.

## Éditions
- Éditions Robert Laffont, 1957
- Le Livre de poche no 4914, 1977
- Fleuve noir, Les Nouveaux mystères de Paris no 14, 1984 ; réédition en 1995
- Éditions Robert Laffont, collection Bouquins, 1986 ; réédition en 2006
- 10-18, Grands détectives no 1861, 1987
- Presses de la Cité, 1990

## Adaptation

### À la télévision
- 1994 : Du rébecca rue des Rosiers, épisode 3, saison 2, de la série télévisée française Nestor Burma réalisé par Maurice Frydland, avec Guy Marchand dans le rôle-titre.

## Sources
- Jacques Baudou (dir.), Les Nombreuses Vies de Nestor Burma, Nantes, Les Moutons électriques, coll. « La Bibliothèque rouge no 18 », 2010, 333 p. (ISBN 978-2-36183-003-8, OCLC 670472170), p. 131-135.
- Francis Lacassin, Sous le masque de Léo Malet, Nestor Burma, Amiens, Encrage, coll. « Portraits » (no 4), 1991 (ISBN 978-2-906-38932-8, OCLC 406670086), p. 50-51
- Jean Tulard, Dictionnaire du roman policier : 1841-2005. Auteurs, personnages, œuvres, thèmes, collections, éditeurs, Paris, Fayard, 2005, 768 p. (ISBN 978-2-915793-51-2, OCLC 62533410), p. 238.